# Pardaliscidae
Die Pardaliscidae sind eine Familie innerhalb der Ordnung der Flohkrebse (Amphipoda). Die Vertreter der Familie besetzen ökologische Nischen der marinen Lebensräume, darunter die tiefsten Stellen der Weltmeere, das Abyssal und Hadal der Tiefsee.

## Merkmale
Die Arten der Familie Pardaliscidae ähneln anderen Vertretern der Unterordnung Gammaridea durch ihren langgestreckten und seitlich abgeflachten Körperbau. Sie sind je nach Art 0,8 bis 5,6 Zentimeter lang. Ein Geschlechtsunterschied zeigt sich in der Form der ersten Antennen, die bei den Männchen wesentlich größer sind als bei den Weibchen.
Die meisten Gattungen besitzen keine Augen, da sie in der lichtlosen Tiefsee oder in Meereshöhlen keine Möglichkeit zur optischen Wahrnehmung haben. Bei vielen Arten bilden die Männchen ein mit Chemorezeptoren versehenes Sinnesorgan an den ersten Antennen aus, das Callynophore genannt wird. Da es in den meisten Fällen nur bei geschlechtsreifen Männchen auftritt, wird vermutet, dass es zur Suche nach Weibchen eingesetzt werden kann. Bei einigen Gattungen der Pardaliscidae haben aber beide Geschlechter Callynophoren. Damit könnten sie Nahrung oder im Fall semiparasitischer Lebensweise Wirtstiere wahrnehmen.
Die Coxen sind im Gegensatz zu den verwandten Familien Stilipedidae und Iphimediidae meist sehr kurz. Das Rostrum ist gut entwickelt. Einige Arten wie beispielsweise Parahalice mirabilis sind durch die Reduktion des Mandibularpalpus und die teilweise Reduktion des Maxillarfußes charakterisiert. Dafür ist die Subchela der Peraeopoden III bis VII gut ausgebildet. Diese Merkmale, die auch bei einigen Lysianassidae zu finden sind, weisen auf eine semiparasitische Lebensweise hin. Die subchelaten Peraeopoden dienen zum Anklammern an die Wirtstiere.

## Lebensweise
Über die Lebensweise der Tiefseeformen ist wenig bekannt. Zwei Arten wurden von unterseeischen Hydrothermalquellen beschrieben. Halice hesmonectes kommt in Schwärmen auf Hydrothermalfeldern entlang des Pazifischen Rückens
vor. Es wird angenommen, dass diese Schwarmbildung weniger mit der Paarung und Reproduktion als mit dem Nahrungserwerb zu tun hat, für den chemosynthetische Bakterien an den kalten Quellen die energetische Grundlage liefern.

## Systematik und Taxonomie
Die Familie Pardaliscidae wurde von Axel Boeck in seinem 1871 in Oslo in lateinischer Sprache erschienenen Werk Crustacea amphipoda borealia et arctica erstmals beschrieben. Als Typus wählte er den von Henrik Nikolai Krøyer 1842 aus dem Nordatlantik zwischen Grönland und Spitzbergen beschriebenen Flohkrebs Pardalisca cuspidata. Der Familie fügte er auch die von Magnus Ragnar Bruzelius 1859 beschriebene Gattung Nicippe mit der Art Nicippe tumida hinzu und beschrieb die neue Gattung Halice mit Halice abyssi.

## Forschungsgeschichte
Die ersten Gattungen und Arten der Pardaliscidae wurden im 19. Jahrhundert aus den Fjorden und Küstengewässern Norwegens beschrieben, wo sie in großen Tiefen vorkommen. Aus dieser Zeit stammen Benennungen mit dem Artepitheton abyssi, beispielsweise Pardalisca abyssi Boeck, 1871 aus der Nordsee vor Haugesund und Halice abyssi Boeck, 1871 aus dem Hardangerfjord.
Schon bei einer der ersten Tiefsee-Expeditionen, der Challenger-Expedition 1872 bis 1876, wurde mit Pardaliscoides  tenellus im Südpazifik vor Chile eine weitere Art der Flohkrebse aus der Familie Pardaliscidae entdeckt. Bei der Erforschung der Tiefseegräben wurden immer wieder neue Arten beschrieben. Flohkrebse aus Proben der Galathea-Expedition, die 1951 den Philippinen- und den Kermadecgraben vermessen hatte, konnten ebenfalls den Pardaliscidae zugeschrieben werden. Zwei neue Arten wurden von Erik Dahl als Princaxelia abyssalis (aus bis zu 8300 Metern Tiefe im Kermadecgraben) und Pardaliscoides longicaudatus (aus bis zu 10.000 Metern Tiefe im Philippinengraben) beschrieben. Aus dem Pelagial des Indischen Ozeans stammt die Gattung Parahalice mit der Typusart Parahalice mirabilis. Sie wurde bei einer Expedition des russischen Forschungsschiffs Witjas entdeckt.
Im 21. Jahrhundert stammen Neuentdeckungen aus der Antarktis oder dem Japan-Graben.

## Gattungen
Die Familie umfasst 22 Gattungen mit 73 Arten:
Stand: 15. August 2015
- Andeepia Biswas, Coleman & Hendrycks, 2009
- Antronicippe Stock & Illife, 1990
- Arculfia Barnard, 1961
- Caleidoscopsis G. Karaman, 1974
- Epereopus Mills, 1967
- Halice Boeck, 1871
- Halicella Schellenberg, 1926
- Halicoides Walker, 1896
- Macroarthrus Hendrycks & Conlan, 2003
- Necochea Barnard, 1962
- Nicippe Bruzelius, 1859
- Octomana Hendrycks & Conlan, 2003
- Parahalice Birstein & M. Vinogradov, 1962
- Pardalisca Krøyer, 1842
- Pardaliscella Sars, 1893
- Pardaliscoides Stebbing, 1888
- Pardaliscopsis Chevreux, 1911
- Parpano J. L. Barnard, 1964
- Princaxelia Dahl, 1959
- Rhynohalicella G. Karaman, 1974
- Spelaeonicippe Stock & Vermeulen, 1982
- Tosilus J. L. Barnard, 1966

- Pardisynopia Barnard, 1961 wurde mit Halicoides Walker, 1896 synonymisiert. Synopioides Stebbing, 1888 wurde mit der Gattung Halice Boeck, 1871 vereinigt.[1]